# Aleiodes caudatus
Aleiodes caudatus är en stekelart som först beskrevs av Szepligeti 1913.  Aleiodes caudatus ingår i släktet Aleiodes och familjen bracksteklar. Inga underarter finns listade i Catalogue of Life.